# Archives cantonales
En Suisse, les archives cantonales sont les archives publiques des différents États de la Confédération (les cantons).
L'expression « archives cantonales » désigne à la fois l'administration chargée de la gestion des archives produites dans un canton et le bâtiment où ces archives sont conservées et consultables par le public. On parle aussi, dans certains cantons, d'« archives d'État ».
Ces dépôts recèlent les plus anciens et les plus importants documents de l'histoire institutionnelle de la Suisse, car les Archives fédérales n'ont été fondées qu'en 1798.

## Histoire
Les archives cantonales ont été créées dans chaque canton, par les nouvelles administrations au fur et à mesure de leur accession au statut d'État libre ou de leur entrée au sein de la Confédération suisse. Ces dépôts ont parfois évolué en même temps que les cantons, notamment dans les cas de séparation d'un canton ancien en « canton-ville » et en « canton-campagne ». Les premiers étant souvent très centralisés autour d'une ville capitale et de villes alliés, les archives y sont souvent concentrées en un même lieu. Dans les cantons-campagnes, composés de municipalités souvent autonomes entre elles, ce sont les archives communales qui conservent généralement le plus d'archives, mais ces fonds doivent être complétés par les archives privées.
Cette situation n'a pas favorisé l'établissement d'un cadre de classement théorique proposé par l'administration centrale, compte tenu de l'organisation d'un État confédéral. La création par Bonaparte d'une République helvétique (1798-1803) a favorisé l'établissement d'un état unitaire et partant, la mise en place de structures imitant les nouvelles institutions française.
Le contenu des archives cantonales est à étudier au cas par cas, compte tenu de l'histoire propre de chaque canton. 
À partir de 1803, le contenu des archives cantonales devient plus uniforme. Selon les cantons, le cadre alphabétique existant a tendance à évoluer avec la fermeture de séries anciennes et l'ouverture de séries nouvelles.

## Articles détaillés par institution
- Archives cantonales vaudoises
- Archives cantonales jurassiennes
- Archives de l'État de Neuchâtel
- Archives de l'État du Valais
- Archives de l'État de Fribourg
- Archives de l'État de Berne
- Archives d'État de Genève
- Archives du canton du Tessin
- Liste d'articles en allemand Archive in der Schweiz

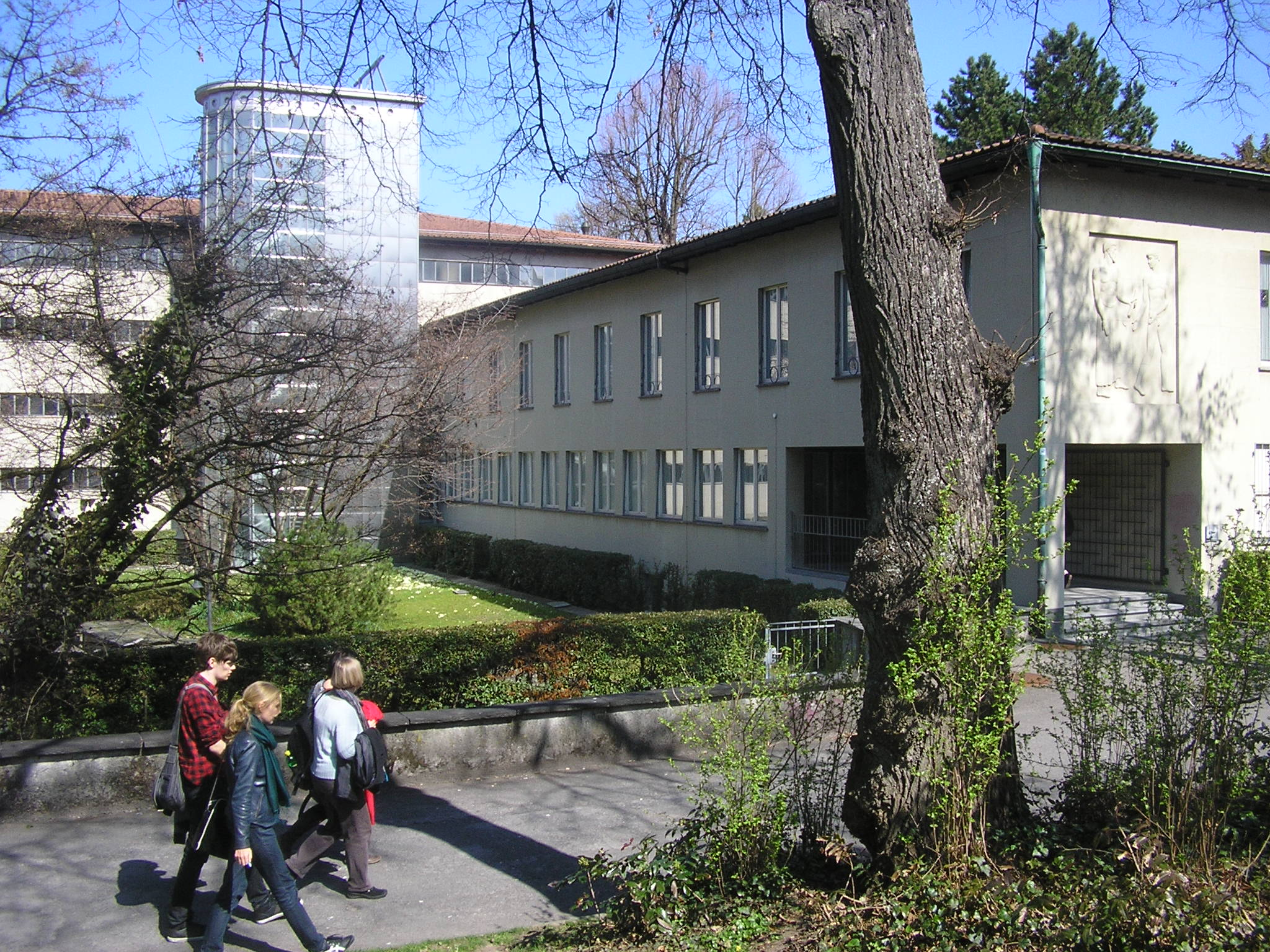
Archives de l'État de Berne, bâtiment de 1939